# Daphne myrtilloides
Daphne myrtilloides är en tibastväxtart som beskrevs av Nitsche. Daphne myrtilloides ingår i släktet tibaster, och familjen tibastväxter. Inga underarter finns listade i Catalogue of Life.